# Chabrey
Chabrey (toponimo francese) è una frazione di 267 abitanti del comune svizzero di Vully-les-Lacs, nel Canton Vaud (distretto della Broye-Vully).

## Geografia fisica

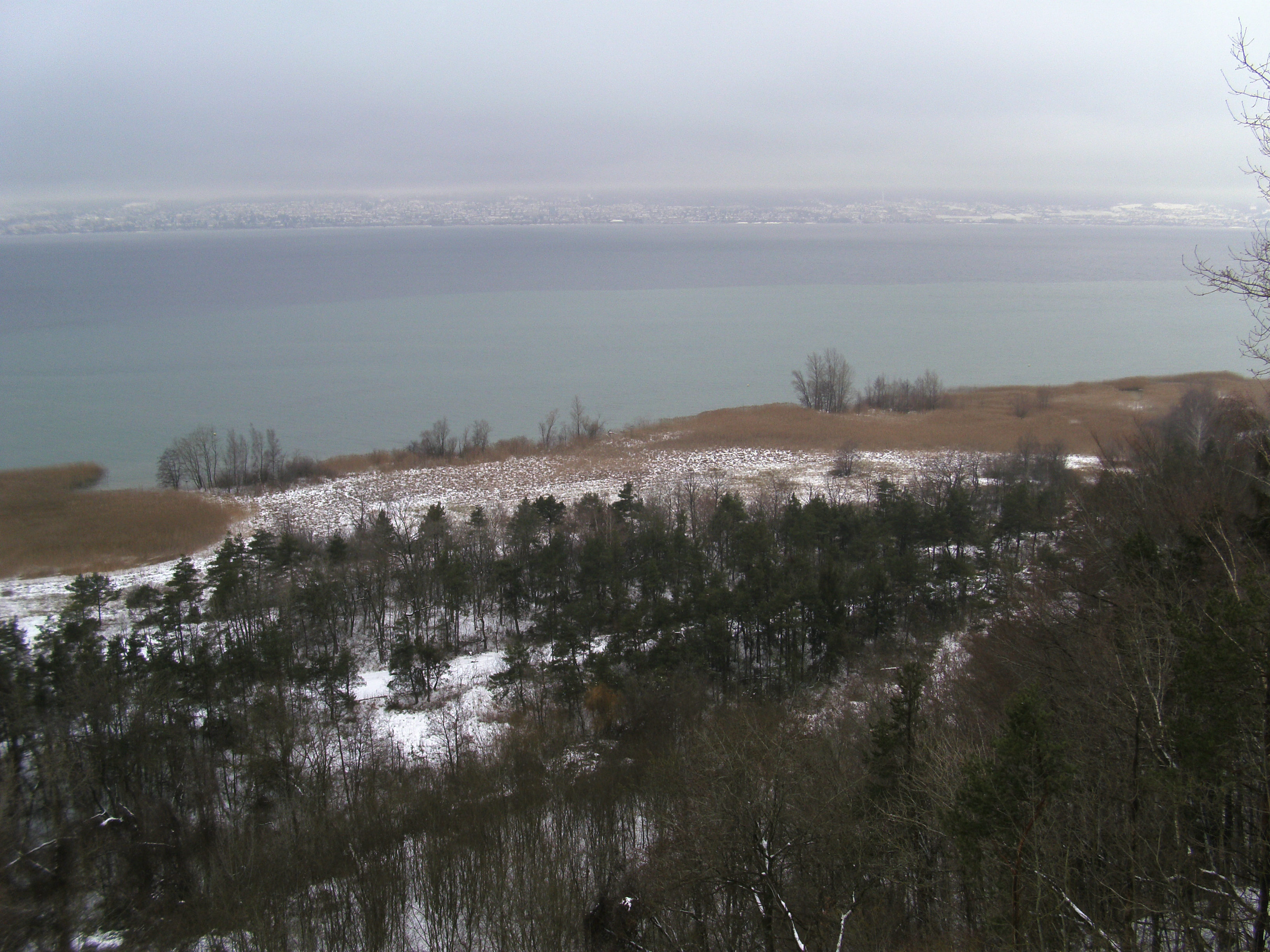
Il lago di Neuchâtel a Chabrey

Chabrey si affaccia sul lago di Neuchâtel.

## Storia

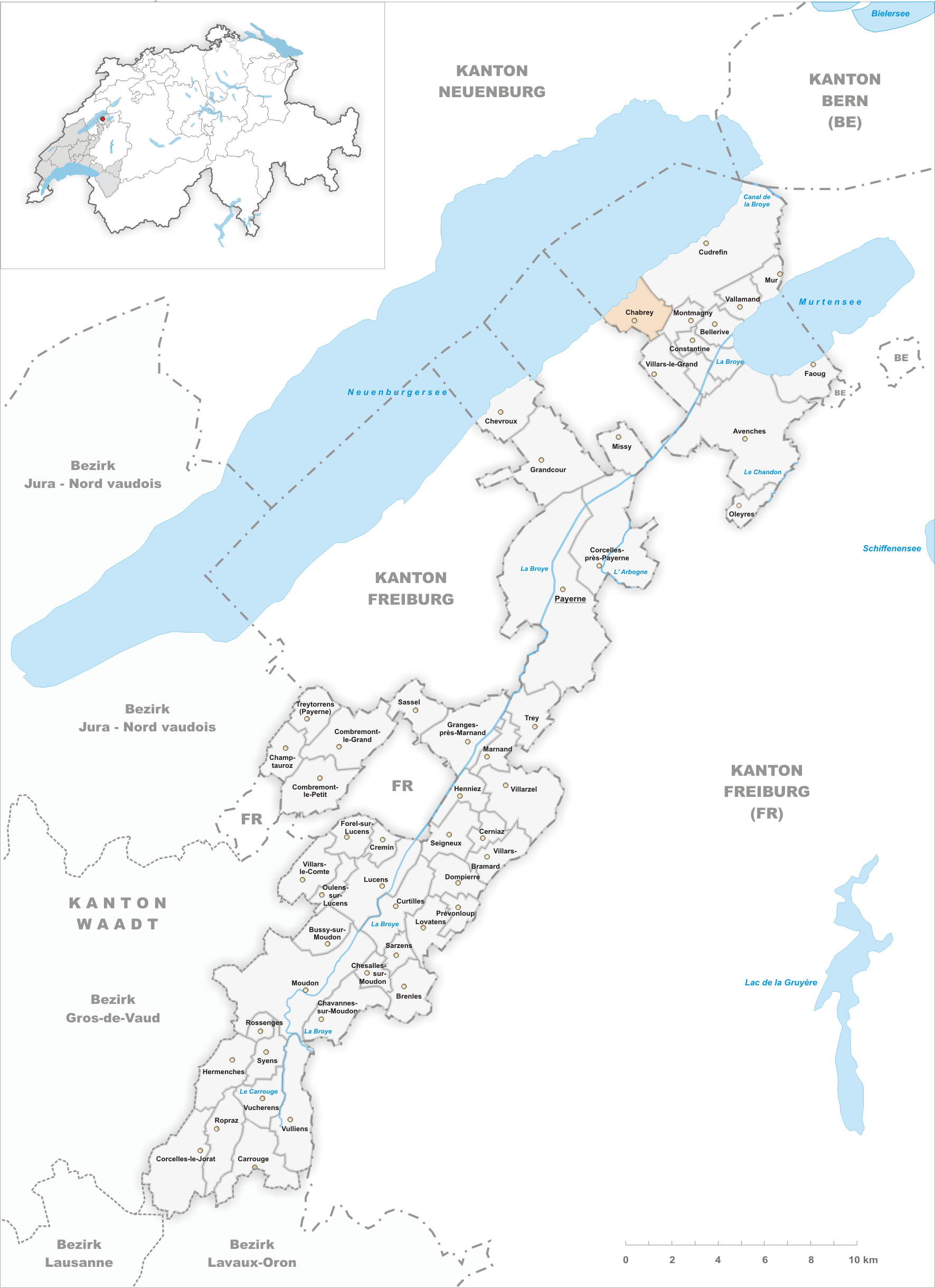
Il territorio del comune di Chabrey prima degli accorpamenti comunali del 2011

Già comune autonomo che si estendeva per 3,95 km², nel 2011 è stato accorpato agli altri comuni soppressi di Bellerive, Constantine, Montmagny, Mur, Vallamand e Villars-le-Grand per formare il nuovo comune di Vully-les-Lacs.

### Simboli
Lo stemma comunale era stato creato nel 1915 e adottato ufficialmente nel 1929.
Il tasso fa riferimento al soprannome dato gli abitanti del villaggio.

## Monumenti e luoghi d'interesse
- Castello di Montbec[1].

## Società

### Evoluzione demografica
L'evoluzione demografica è riportata nella seguente tabella:
Abitanti censiti

## Amministrazione
Ogni famiglia originaria del luogo fa parte del cosiddetto comune patriziale e ha la responsabilità della manutenzione di ogni bene ricadente all'interno dei confini della frazione.